# Belyaev (cráter)
Belyaev es un cráter de impacto que está unido al borde exterior del Mare Moscoviense, en la cara oculta de la Luna.

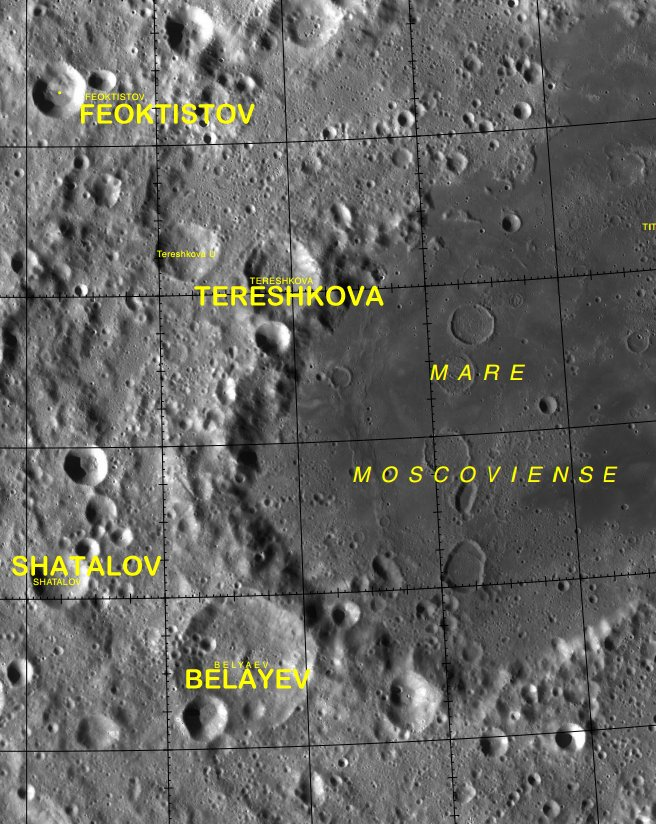
Localización de Belyaev

Es una formación desgastada con un par de pequeños cráteres superpuestos en su lado sur, y varios cráteres más pequeños sobre su interior relativamente irregular.

## Cráter satélite
Por convención estos elementos son identificados en los mapas lunares poniendo la letra en el lado del punto medio del cráter que está más cerca de Belyaev.

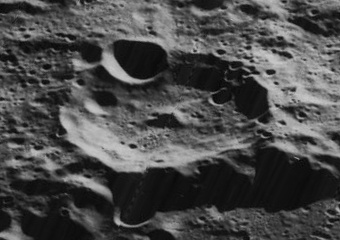
Vista oblicua de Belyaev. Misión Lunar Orbiter 5

|         | \| Belyaev \| Coordenadas \| Diámetro \| \| ------- \| ------------------------------ \| -------- \| \| Q \| 20°36′N 139°24′E / 20.6, 139.4 \| 50 km \| |          |
| Belyaev | Coordenadas | Diámetro |
| Q       | 20°36′N 139°24′E / 20.6, 139.4 | 50 km    |